# Karl Nikolai Jensen Börgen
Karl Nikolai Jensen Börgen, född 1 oktober 1843 i staden Schleswig, död 8 juni 1909 i Wilhelmshaven, var en tysk astronom.
Börgen studerade i Köpenhamn, Kiel och Göttingen, blev 1866 assistent vid observatoriet i Göttingen, deltog 1869-70 i den andra tyska nordpolsexpeditionen ombord på "Germania", utnämndes 1870 till observator i Leipzig och 1874 till direktor för kejserliga marinens nyanlagda observatorium i Wilhelmshaven samt sedermera till professor och amiralitetsråd. Han ledde 1874 den tyska Venusexpeditionen till Kerguelen.
Börgen utgav, tillsammans med Ralph Copeland, Mittlere Örter der in den Zonen -0° und -1° der Bonner Durchmusterung enthaltenen Sterne bis zu 9:e Größe, de astronomiska, geodetiska och magnetiska iakttagelserna i "Die zweite deutsche Nordpolfahrt" (1873-74) samt, tillsammans med Georg von Neumayer, Internationale Polarforschung (1882-83) och Die Ergebnisse der deutschen Stationen (1886); dessutom har han författat uppsatser i "Annalen der Hydrographie und maritimen Meteorologie".